# Paphiopedilum appletonianum
Paphiopédilum appletoniánum — многолетнее трявянистое растение семейства Орхидные.
Вид не имеет устоявшегося русского названия.
Используется в комнатном и оранжерейном цветоводстве.

## Синонимы
По данным Королевских ботанических садов в Кью:
- Cypripedium appletonianum Gower, 1893 basionym
- Cordula appletoniana (Gower) Rolfe, 1912
- Paphiopedilum hookerae subsp. appletonianum (Gower) M.W.Wood, 1977
- Cypripedium wolterianum Kraenzl., 1895
- Paphiopedilum wolterianum (Kraenzl.) Pfitzer in H.G.A.Engler (ed.), 1903
- Paphiopedilum hainanense Fowlie, 1987
- Paphiopedilum appletonianum var. immaculatum Braem, 1988
- Paphiopedilum appletonianum f. immaculatum (Braem) Braem, 1998
- Paphiopedilum robinsonii f. viride Braem, 1998
- Paphiopedilum appletonianum var. hainanense (Fowlie) Braem, 1999
- Paphiopedilum cerveranum Braem, 1999
- Paphiopedilum cerveranum f. viride (Braem) Braem, 1999
- Paphiopedilum appletonianum f. album Asher ex O.Gruss, 2000
- Paphiopedilum tridentatum S.C.Chen & Z.J.Liu, 2001
- Paphiopedilum angustifolium R.F.Guo & Z.J.Liu, 2002
- Paphiopedilum puberulum S.P.Lei & J.Yong Zhang, 2002
- Paphiopedilum appletonianum f. tridentatum (S.C.Chen & Z.J.Liu) Aver., 2006
- Paphiopedilum appletonianum var. cerveranum (Braem) O.Gruss & Roellke, 2007
- Paphiopedilum appletonianum f. viride (Braem) O.Gruss & Roellke, 2007

## Этимология
Растение названо в честь коллекционера орхидей D J. Appleton. Которому принадлежали описанные растения.

## Биологическое описание

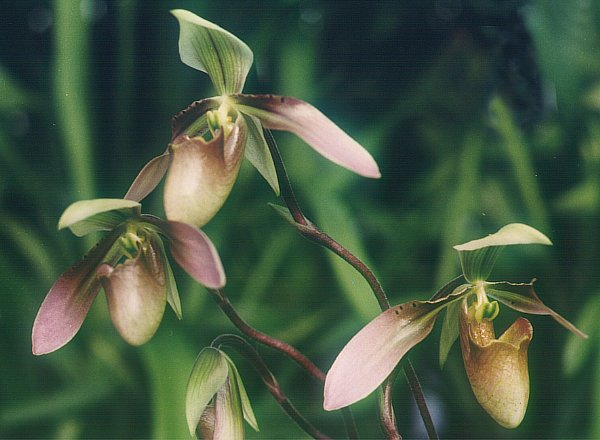
Paphiopedilum appletonianum

Побег симподиального типа, скрыт основаниями 6—8 листьев.
Листья 10—25 см в длину, 2—5 см в ширину, светло-зелёные, иногда пёстрые.
Соцветие одно- реже двуцветковое, 15—50 см длиной, пурпурное.
Цветки около 6—10 см в диаметре. Стаминодий чрезвычайно изменчив.
Хромосомы: 2n=38, по другим данным 2n = 26, 28, 38.

## Ареал, экологические особенности

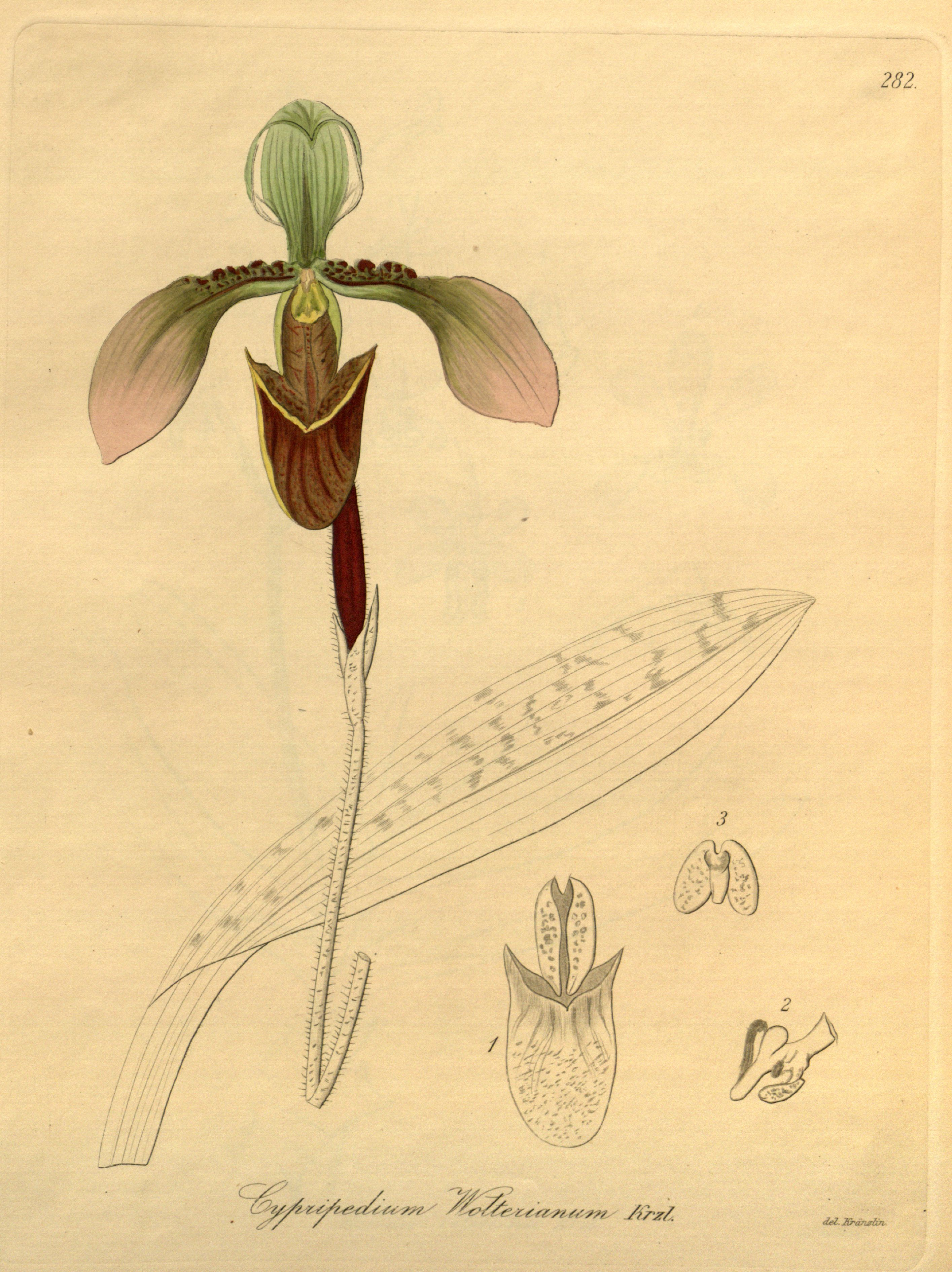
Paphiopedilum appletonianum
Ботаническая иллюстрация из книги
"Xenia orchidacea" vol. 3 pt. 9 tab. 282. 1900 г.

Камбоджа, Таиланд, Лаос, Китай, Вьетнам, Китай (Гуанси-Чжуанский автономный район, Хайнань).
Литофиты и наземные растения. Встречается в лесах, на высотах от 700 до 2000 метров над уровнем моря.
Тенистые местообитания. Почва: лиственный опад, гумус, щебень. Цветёт в марте — мае.
Относится к числу охраняемых видов (I приложение CITES).

## В культуре
Температурная группа — умеренная.
Относительная влажность воздуха: от 50 % и выше.
Посадка в пластиковые и керамические горшки с несколькими дренажными отверстиями на дне, обеспечивающими равномерную просушку субстрата. Основные компоненты субстрата: см. статью Paphiopedilum.
Частота полива подбирается таким образом, чтобы субстрат внутри горшка не успевал высохнуть полностью.
Некоторые известные клоны:
- Paph. appletonianum 'Candor Pink Silk' HCC/AOS
- Paph. appletonianum var. hainanense 'Candor Chestnut Plum' AM/AOS